# Música Urbana (banda)
Música Urbana fue un grupo español de jazz-rock formado en Barcelona (Cataluña) en 1976 como un intento de consolidar un tipo de rock propio y relativamente independiente, algo emancipado del anglosajón. Tuvo una vida corta, pero muy influyente.

## Creación
El grupo fue una creación del pianista, clarinetista, arreglista y compositor Joan Albert Amargós, quien fue buscando músicos de distintas bandas catalanas, sobre todo de la desaparecida Máquina!, otro grupo básico, y estableciendo contacto con ellos con el fin de formar un verdadero "supergrupo".
Música Urbana practicaba un jazz-rock, con aire mediterráneo y un tanto andalucista, muy particular. En la portada de su primer disco, para sugerir parte del trasfondo musical, se ve una pared que, desconchada, deja al descubierto pintados al fresco fragmentos de las partituras de Las golondrinas, zarzuela primero y ópera después, de José María Usandizaga; Maruxa, también primero zarzuela y después ópera, de Amadeo Vives; Goyescas, ópera de Enrique Granados; Danza ritual del fuego, música de Manuel de Falla para uno de los números del ballet El amor brujo; El barbero de Sevilla, ópera bufa de Gioacchino Rossini; Los payasos (I Pagliacci), ópera de Ruggero Leoncavallo; La Bohème, ópera de Giacomo Puccini; y Aída, ópera de Giuseppe Verdi. El segundo disco se llama Iberia, tal vez en alusión a la "Suite Iberia" de Isaac Albéniz y como declaración de intenciones musicales. En la música de Amargós y sus compañeros en estas grabaciones se advierte también el influjo de músicos foráneos de jazz-rock y de rock progresivo, entre ellos el grupo Hatfield and the North. Buena parte de la base de Joan Albert Amargós, que en los trabajos de Música Urbana tal vez se perciba mejor en su segundo disco, Iberia, son las piezas de cámara de Paul Hindemith; una de las piezas de "Iberia" está dedicada a Hindemith, y de hecho hay en el álbum al menos una cita de un pasaje suyo (que tal vez esté a su vez tomado de la tradición popular).

## Formaciones
La formación para el primer disco de "Música Urbana" fue la siguiente:
- Joan Albert Amargós: teclados. Como instrumentos secundarios, clarinete, saxo soprano, flauta, trombón...
- Lucky Guri (Joaquín Luis Guri, proveniente de Barcelona Traction): teclados.
- Luigi Cabanach (procedente de Máquina!): guitarras.
- Carles Benavent (procedente de Crac y de Máquina!): bajo eléctrico, contrabajo y mandolina.
- Salvador Font (procedente de Crac y de Máquina!): batería y percusión.
- Contaban también con la participación de Aurora Amargós tocando las castañuelas.

Inicialmente formaron parte de la banda Enric Herrera (Máquina!) a los teclados y Emili Baleriola (Crac y Máquina!) como guitarrista. Esto supone que la formación inicial de Música Urbana era la unión de casi todos los componentes de Máquina! junto a Joan Albert Amargós. Amargós y Benavent querían sorprender con el regreso de Enric Herrera, que no había vuelto a formar parte de ningún grupo desde que en 1972 se disolviera Máquina!. Sin embargo, la relación no dio resultado, y tanto Herrera como Baleriola abandonaron el grupo después de los primeros ensayos. En sustitución de Enric Herrera entraría Lucky Guri mientras que Cabanach quedaría como único guitarrista del grupo. Más adelante también abandonarían el grupo Guri y Cabanach, y se unirían Jaume Cortadellas (flauta travesera y flautín), Matthew L. Simon (trompeta, fliscorno y onoven, que es un fliscorno en mi bemol, el contralto de la familia del fliscorno) y Jordi Bonell (guitarras).

## Trayectoria
El grupo tuvo una corta trayectoria. Impulsado por el sello Zeleste / EDIGSA, vinculado al local Zeleste, de Barcelona, debutó en el Teatro Monumental de Madrid en otoño de 1976. 
En seguida, además de varios conciertos de promoción de su primer disco, Música Urbana hizo otra serie de actuaciones acompañando al cantante Joan Manuel Serrat a la vuelta de éste de su corto exilio en América. El primero de esos conciertos con Serrat fue en el Palau Blaugrana, y, a decir de algunos medios de comunicación de la época, fue una actuación apoteósica.
Música Urbana acompañaba también con frecuencia a la cantante Guillermina Motta, y grabó con ella en 1976 su disco Canticel, álbum de poemas de Josep Carner musicados por Motta con arreglos de Amargós.
Junto con personal de los grupos Blay Tritono y La Rondalla de la Costa, varios integrantes del grupo hicieron la música de la película de Bigas Luna Tatuaje, adaptación de la primera aventura del personaje Pepe Carvalho, de Manuel Vázquez Montalbán. 
Se les pudo ver y oír en TVE en Los conciertos de Popgrama, ocasión en la que interpretaron en vivo material de su álbum Iberia. A veces actuaban con el nombre de "La Orquesta del Maestro Bellido".
Actuaron como Música Urbana en el Festival de Jazz de San Sebastián en 1979. En esta edición del festival, primero acompañaron a Jordi Sabatés, sin Amargós y sin buen resultado musical, y a continuación dieron un espléndido concierto ya con Amargós y su material propio, en el que incluyeron una pieza de Tatuaje, la película de Bigas Luna. Habían tenido problemas de sonido con los sintetizadores, así que Amargós empleó solamente el piano eléctrico Fender Rhodes, lo que les llevó a cambiar un poco los arreglos, con un feliz resultado basado en unísonos de la melodía del piano eléctrico, flauta y metal que producían un timbre mixto muy bien empastado y muy adecuado para las composiciones. Puede que ese concierto fuese la mejor sorpresa del festival en esa edición de 1979 (junto con el de los "aficionados" alemanes Matthias Frey y Wolfgang Tiepold).

## Discografía

### A nombre de Música Urbana
- "Música Urbana" (Zeleste / EDIGSA, UM - 2033). Arreglos de J. A. Amargós. Grabado en los estudios Gema-2 de Barcelona en abril de 1976. Producido por Rafael Moll. Ingeniero de sonido: Joan Sirvent. Diseño de la cubierta: Ignasi Borbonet y Claret Serrahima. Fotografía de la cubierta: Colita. Reeditado en 1994 por la casa de discos PDI en CD (X 80 - 3331). 
  - Personal:
    - Joan Albert Amargós: piano Steinway, piano eléctrico Fender-Rhodes, clavicordio eléctrico Hohner, sintetizador Moog, saxo soprano, clarinete, flauta travesera, trombón, silbido y un instrumento de teclado de la casa Logan que producía una imitación del sonido de violines (figura como violins Logan).
    - Lluís Cabanach: guitarra Gibson Les Paul Custom y guitarra española.
    - Carles Benavent: bajo Gibson, contrabajo, guitarra acústica e imitación vocal del sonido de la cuica.
    - Salvador Font: batería, marimbas, gong, resto de la percusión y efectos vocales.
    - Colaboración de Lucky Guri con el piano Steinway, el piano eléctrico Fender y el sintetizador Moog.
    - Colaboración también de Aurora Amargós con las castañuelas.

  - Piezas:
    - CARA A:
      - "Agost" (J. A. Amargós).
      - "Violeta" (J. A. Amargós).
      - "Vacas, toros y toreros" (J. A. Amargós).

    - CARA B:
      - "Font" (C. Benavent).
      - "Caramels de mel" (J. A. Amargós).
      - "El Vesubio azul" (J. A. Amargós).

- "II" (Zeleste / EDIGSA, 1978). ¿?

- "Iberia" (RCA, PL - 35177). Grabado en los estudios RCA de Madrid en 1978. Ingenieros de sonido: Carlos Martos (titular) y Luis Delgado (ayudante). Diseño de la carpeta: Claret Serrahima. Óleo de la carpeta: "Paul Hindemith". Fotografías del interior de la carpeta: Jaume Cortadellas, Carme Escayola y Matthew L. Simon. Reeditado en 1996 por la casa de discos Nuevos Medios en CD (15 645 CDM).
  - Personal e instrumentario:
    - Joan Albert Amargós: Teclados, saxo alto, saxo soprano, clarinete, clarinete bajo y silbido.
    - Jaume Cortadellas: flautín, flauta travesera y flauta alto (en sol).
    - Mattew L. Simon: trompeta, fliscorno y onoven (fliscorno alto, en mi bemol).
    - Jordi Bonell: guitarra eléctrica y guitarra española.
    - Carles Benavent: Bajo eléctrico, mandolina y cuica.
    - Salvador Font: Batería y percusión.

  - Piezas:
    - CARA A:
      - "En buenas manos" (J. A. Amargós y C. Benavent). 4'48. Dedicada por Amargós a Benavent.
      - "Invitation au "xiulet"" ("Invitación al silbido") (J. A. Amargós). 6'00. Dedicada a Paul Hindemith.
      - "Pasacalle de nit" (J. A. Amargós). 3'30. Dedicada a Ígor Stravinskiy.

    - CARA B:
      - "Pasodoble balear" (J. A. Amargós). 8'04. Dedicada a Manuel de Falla.
      - "Vacances perdudes" (J. A. Amargós). 12'06. Dedicada a Jaume Rius.

### En colectivos y a nombres de otros
- Acompañando a Guillermina Motta:
  - "Canticel" (1976).
- Con Blay Tritono y La Rondalla de la Costa:
  - "Tatuaje" (Zeleste / EDIGSA, UM - 2037).  Música de la película de Bigas Luna Tatuaje, con arreglos y dirección de Joan Albert Amargós de piezas de Toni Miró. Disco grabado en los estudios Gema-1 de Barcelona en el otoño de 1976. Producción: Rafael Moll. Ingeniero de sonido: Jordi Vidal. Ilustración de la portada: Enric Satué. Fotografía de la contraportada: Ole Armengol.
    - Instrumentario y personal:
      - Chifla de afilador: Xavier Batllés.
      - Flauta de pico: Joan Albert Amargós.
      - Flauta travesera: Jaume Cortadellas y Gérard Bouvier.
      - Clarinete: Laura Tàpies.
      - Tenora: Joan Josep Blay.
      - Saxos: Nacho Abedul, Joan Josep Blay y Joan Albert Amargós.
      - Trompeta y fiscornio: Néstor Munt.
      - Trombón: Vicenç Calvo ("Morgan").
      - Acordeón: Víctor Ammann.
      - Piano clásico, piano eléctrico Fender Rhodes, clavicordio eléctrico y sintetizador Moog: Joan Albert Amargós.
      - Violín en pizzicato: Xavier Batllés.
      - Mandolina y quinto: Xavier Batllés.
      - Guitarra eléctrica: Lluís Cabanach y Ramón Olivares.
      - Guitarra española: Ramón Olivares, Xavier García, Emili Baleriola y Lluís Cabanach.
      - Guitarra clásica: Lluís Cabanach.
      - Guitarra acústica: Ramón Olivares.
      - Laúd: Martí Soler y Xavier Batllés. (Martí Soler es hermano de Toti Soler).
      - Bajo eléctrico: Carles Benavent y Xavier Batllés.
      - Contrabajo: Eduard Altaba y Carles Benavent.
      - Glockenspiel: Xavier Batllés.
      - Platillos: Salvador Font.
      - Clave: Joan Soriano y Xavier Batllés.
      - Imitación vocal de la cuica: Carles Benavent.
      - Palmas: Ramón Olivares y Nacho Quixano.
      - Tamboril: Salvador Font y Quino Béjar.
      - Castañuelas: Aurora Amargós.
      - Bongós: Nacho Quixano.
      - Cencerro: Xavier Batllés y Quino Béjar.
      - Tumbadoras: Quino Béjar.
      - Batería: Salvador Font, Quino Béjar y Joan Soriano.
      - Resto de la percusión: Quino Béjar.

    - Piezas:
      - CARA A:
        - "He nacido para revolucionar el infierno".
        - "Barcelona".
        - "Vallvidrera".
        - "Camina, gorda".
        - "Peluquería Queta" (1ª parte).

      - CARA B:
        - "Peluquería Queta" (2ª parte).
        - "Hotel Las Palmas".
        - "Ámsterdam - Barcelona".
        - "Teresa Marsé".
        - "Charo".

- A nombre de Feliu Gasull y Joan Albert Amargós:
  - "Feliu i Joan Albert". Feliu Gasull, primo de Amargós, es un guitarrista que por entonces tenía un estilo parecido al de Toti Soler. En esa grabación, predominan el sonido del piano y el de la guitarra flamenca.

- Acompañando a La Voss del Trópico (Jordi Farràs):
  - "Por la gracia de Dios" (Ocre, 1977). Sin guitarrista, pero con el percusionista chileno Santa Salas (que había sido de la Orquestra Mirasol), y orquesta dirigida por Amargós.

- Acompañando a Joan Baptista Humet:
  - En un par de canciones de "Aires de cemento" (Movie Play, 17.1310/5, 1978). Las canciones son "Lúa das encobras" (que figura como "Lúa d'as encobras") y "Mala suerte". Las dos fueron grabadas en octubre de 1977 y tuvieron como colaborador a Feliu Gasull con la guitarra española (no participaron ni Cabanach ni Bonell). Amargós, además de los teclados, tocó el clarinete para estas grabaciones.

- Acompañando a Pi de la Serra:
  - "Pijama de saliva". Producción artística, arreglos y dirección musical de J. A. Amargós. Grabado en el estudio Perpiñá en otoño de 1982. Ingeniero de sonido: J. J. Moreno. Diseño gráfico y fotografías de la cubierta: Quim Boix y Josep Casanova / Estudio BCN. Entre el nutrido plantel de músicos que participaron en esta grabación no figuran todos los componentes de Música Urbana, pero sí Amargós, Cortadellas, Simon y Bonell. Los arreglos y la instrumentación son del mismo estilo que en los discos de la banda y en sus acompañamientos a Guillermina Motta. Este álbum sería reeditado en el 2007 por la casa Picap en CD (910545-02).
    - Instrumentario y personal:
      - Voces: Pi de la Serra, Montserrat Ros y J. A. Amargós.
      - Silbido y flauta de pico: Joan Albert Amargós.
      - Flauta travesera: Jaume Cortadellas.
      - Oboe: Albert Julià.
      - Clarinete y saxo soprano: Joan Albert Amargós.
      - Tenora: P. Benítez.
      - Trompetas: Matthew L. Simon.
      - Trompa: Vicens Aguilar.
      - Guitarras: Jordi Bonell (Gibson Johnny Smith, Ramírez, Martin y D 45) y Pi de la Serra (Ovation Adamas y Gibson Johnny Smith).
      - Bajo: Sergi Riera.
      - Batería, percusión y berimbau: Quim Soler.
      - Orquesta de cuerda. Concertino: Josep Maria Alpiste.

    - Piezas:
      - "Maria Joanna" (F. Pi de la Serra).
      - "A poc a poc" (F. Pi de la Serra).
      - "L'últim taxi" (F. Pi de la Serra).
      - "Fortalesa" (Letra: Ruy Guerra; música: Chico Buarque; traducción: F. Pi de la Serra).
      - "Ai ai!" (F. Pi de la Serra).
      - "De vegades" (F. Pi de la Serra).
      - "Blaus" (F. Pi de la Serra).
      - "Fernanda" (Georges Brassens; traducción: F. Pi de la Serra).
      - "La vida senzilla" (F. Pi de la Serra).
      - "Blasfemari" (F. Pi de la Serra).